# Brlekovo
 Brlekovo  falu Horvátországban Krapina-Zagorje megyében. Közigazgatásilag Konjščinához tartozik.

## Fekvése
Krapinától 23 km-re délkeletre, községközpontjától 4 km-re északnyugatra a megye keleti részén, a Horvát Zagorje területén fekszik.

## Története
A falu nevét az 1671-ben és 1725-ben is említett itt birtokos Berlek családról kapta. 1789-ig a zlatari plébániához tartozott, azóta a konjščinai plébánia része. 
A településnek 1857-ben 146, 1910-ben 262 lakosa volt. Trianonig Varasd vármegye Zlatari járásához tartozott. 2001-ben 58 lakosa volt.

## Külső hivatkozások
Konjščina község hivatalos oldala